# جان موری، دومین ارل دانمور
جان موری، دومین ارل دانمور (انگلیسی: John Murray, 2nd Earl of Dunmore; ۳۱ اکتبر ۱۶۸۵ – ۱۸ آوریل ۱۷۵۲) فرمانده نظامی اهل پادشاهی بریتانیای کبیر بود.
پسر دوم چارلز موری، اولین ارل دانمور (۱۶۶۱–۱۷۱۰) و نوه جان موری، اولین مارکی آتول، موری در سال ۱۷۰۴ پس از مرگ برادر بزرگترش، جیمز، ویسکونت فینکسل (۱۶۸۳–۱۷۰۴)، وارث عناوین و املاک پدرش شد. او پس از مرگ پدرش، در سن چهل و نه سالگی، در ۱۹ آوریل ۱۷۱۰، جانشین پدرش به عنوان ارل دانمور شد.
در سال ۱۷۱۹، او یکی از فرماندهان نیروهای بریتانیایی در تصرف موفقیت‌آمیز ویگو در طول جنگ اتحاد چهارگانه بود.
دانمور از سال ۱۷۱۳ تا ۱۷۱۵ و دوباره از سال ۱۷۲۷ تا زمان مرگش، مجرد در سال ۱۷۵۲، به عنوان نماینده اسکاتلند در مجلس اعیان حضور داشت.
او سه برادر کوچکتر داشت که دو نفر از آنها نیز ژنرال ارتش بریتانیا شدند: سرتیپ رابرت موری (۱۶۸۹–۱۷۳۸) و سپهبد توماس موری (۱۶۹۸–۱۷۶۴)؛ سومی، ویلیام موری (۱۶۹۶–۱۷۵۶) از حامیان مدعی قدیمی بود و در سال ۱۷۴۶ به خیانت اعتراف کرد، اما مورد عفو قرار گرفت و در سال ۱۷۵۲ به عنوان ارل سوم جانشین برادرش شد.